# Korniiv, Kozeleț
Korniiv (în ucraineană Корніїв) este un sat în comuna Brîhînți din raionul Kozeleț, regiunea Cernihiv, Ucraina.

## Demografie
Componența lingvistică a localității Korniiv
     Ucraineană (100%)
Conform recensământului din 2001, toată populația localității Korniiv era vorbitoare de ucraineană (100%).